# Милан Вукотич
Милан Вукотич (серб. Milan Vukotić, нар. 5 жовтня 2002, Подгориця) — чорногорський футболіст, півзахисник сербського клубу «Партизан» та національної збірної Чорногорії.

## Клубна кар'єра
Народився 5 жовтня 2002 року в місті Подгориця. Вихованець футбольної школи клубу «Будучност». У основній команді клубу Вукотич закріпитись не зумів, зігравши лише один матч, через що був відданий в оренду до клубу «Іскра» (Даниловград), де і провів сезон 2019/20. 
Своєю грою за останню команду привернув увагу представників тренерського штабу клубу «Динамо» (Загреб), до складу якого приєднався влітку 2020 року. Відіграв за другу команду «динамівців» наступні два сезони своєї ігрової кар'єри, але до першої команди так і не залучався. Натомість влітку 2022 року був орендований словенським клубом «Табор», у складі якого провів першу половину сезону, а протягом першої половини 2023 року, також на правах оренди, захищав кольори боснійського клубу «Зріньскі», вигравши з командою «золотий дубль», але основним гравцем не був.
Влітку 2023 року Вукотич повернувся у рідну «Будучност» і півтора сезони захищав кольори клубу, вигравши з нею Кубок Чорногорії 2023/24. Більшість часу, проведеного у складі «Будучності», був основним гравцем команди.
8 січня 2025 року підписав контракт на чотири з половиною роки з сербським «Партизаном». Станом на 6 червня 2025 року відіграв за белградську команду 16 матчів в національному чемпіонаті.

## Виступи за збірні
У 2017 році дебютував у складі юнацької збірної Чорногорії (U-17), загалом на юнацькому рівні взяв участь у 7 іграх, відзначившись одним забитим голом.
Протягом 2020–2024 років залучався до складу молодіжної збірної Чорногорії. На молодіжному рівні зіграв у 12 офіційних матчах.
У 2024 році дебютував в офіційних матчах у складі національної збірної Чорногорії.
| Дата       | Місто               | Господарі  | Результат | Гості             | Турнір                    | Голи | Примітки |
| ---------- | ------------------- | ---------- | --------- | ----------------- | ------------------------- | ---- | -------- |
| 11-10-2024 | Самсун              | Туреччина  | 1 – 3     | Чорногорія        | Відбір до ЧС 2026         | -    | 90+1'    |
| 19-11-2024 | Бієло-Полє (община) | Чорногорія | 1 – 3     | Туреччина         | Відбір до ЧС 2026         | -    | 69'      |
| 22-3-2025  | Бієло-Полє (община) | Чорногорія | 1 – 3     | Гібралтар         | Ліга націй УЄФА 2024-2025 | -    | 76'      |
| 25-3-2025  | Подгориця           | Чорногорія | 1 – 3     | Фарерські острови | Ліга націй УЄФА 2024-2025 | -    | 46'      |
| 6-6-2025   | Пльзень             | Чехія      | 2 – 0     | Чорногорія        | Відбір до ЧС 2026         | -    | 62'      |
| Усього     |                     | Матчів     | 5         |                   | Голів                     | 0    |          |

## Досягнення
- Чемпіон Боснії і Герцеговини: 2022/23
- Володар Кубка Боснії і Герцеговини: 2022/23
- Володар Кубка Чорногорії: 2023/24